# Academia de la Lengua y Literatura Persa
La Academia de la Lengua y Literatura Persa (en persa: فرهنگستان زبان و ادب فارسی‎, Farhangestān-e Zabān va Adab-e Fārsi), frecuentemente abreviado a Farhanguestán ('la Academia') es el organismo regulador oficial del idioma persa. Tiene su sede en la capital de Irán, Teherán. Anteriormente conocida como la Academia de Irán (en persa: فرهنگستان ایران‎), fue fundada el 20 de mayo de 1935 por iniciativa del entonces sah del país, Reza Pahlaví.
La academia opera como la autoridad oficial de la lengua, y contribuye a la investigación en materia lingüística del persa y otros idiomas de Irán.

## Historia

### Primeras iniciativas
Las primeras respuestas oficiales a la necesidad de proteger el idioma persa del influjo de palabras extranjeras y de estandarizar la ortografía del persa se produjeron bajo el reinado de Nasereddín de la dinastía Kayar en 1871.[cita requerida] Tras Nasereddín, Mozaffareddín ordenó establecer la primera asociación del persa en 1903. Esta asociación declaró oficialmente que emplearía el persa y el árabe como fuentes aceptables de las que construir palabras nuevas. Su objetivo último era prevenir que se editaran libros con un uso erróneo de palabras. De acuerdo con la rama ejecutiva, el gobierno era responsable de los libros mal publicados. Las palabras acuñadas por la asociación, tales como rāh-āhan (en persa: راه‌آهن‎) por «ferrocarril», se utilizaban en el periódico Soltani. Sin embargo, la asociación acabó cerrando por falta de atención.[cita requerida]
En 1911, se fundó una asociación científica que dio lugar a un diccionario titulado Palabras de la Asociación Científica (en persa: لغت انجمن علمی‎), que posteriormente se completó y se renombró a Diccionario Katuzian (en persa: فرهنگ کاتوزیان‎).

### Fundación de la academia
La primera academia del idioma persa se fundó el 20 de mayo de 1935 bajo el nombre de Academia de Irán. La fundación fue por iniciativa de Reza Pahlaví y principalmente por Hekmat e Shirazi y Mohammad Ali Foroughi, todos ellos nombres relevantes en el movimiento nacionalista de la época.
El poeta Ferdousí fue uno de los motivos que impulsaron a Reza Pahlaví a prescindir en el persa de los préstamos árabes y franceses, y reemplazarlos por equivalentes persas. En 1934, Reza Pahlaví ordenó reconstruir la tumba de Ferdousí y estableció una ceremonia nacional en honor a los mil años de literatura persa desde la época de Ferdousí, a la que invitó a académicos notables tanto iraníes como extranjeros.
Entre los miembros de la academia se han contado desde su fundación numerosas figuras literarias y académicos de prestigio como Abbas Eqbal Ashtiani, Mohammad-Taqi Bahar, Ali-Akbar Dehkhoda, Mohammad Ali Foroughi, Badiozzaman Forouzanfar, Homayun Forouzanfar, Qasem Ghani, Abdolazim Gharib, Mohammad Ghazvini, Mohammad Hejazi, Ali-Asghar Hekmat, Mahmoud Hessabi, Mohammad-Ali Jamalzadeh, Ahmad Matin-Daftari, Saeed Nafisi, Ebrahim Pourdavoud, Isa Sadiq, Zabihollah Safa, Ali Akbar Siassi y Rashid Yasemi.
También fueron invitados algunos intelectuales extranjeros, como Arthur Christensen (de Dinamarca), Muhammad Husayn Haykal (de Egipto), Abduqodir Maniyozov (de Tayikistán), Henry Masset (de Francia), Raf'at Pasha (de Egipto), Jan Rypka (de Checoslovaquia), Dodijudo Saymiddinov (de Tayikistán) y Muhammadjon Shakuri (de Tayikistán).

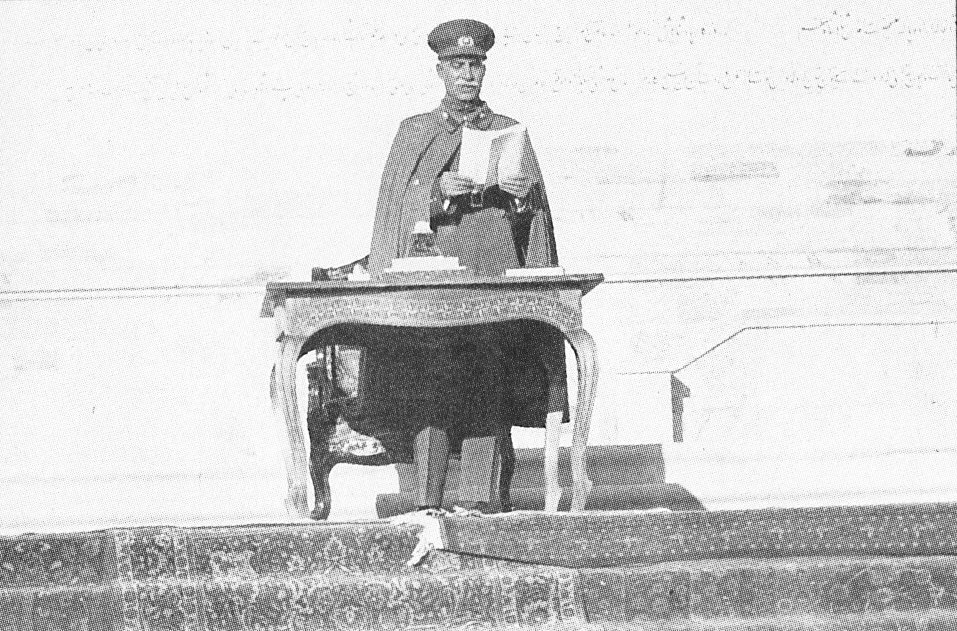
Reza Pahlaví abriendo oficialmente la tumba de Ferdousí tras la conclusión de la Celebración del Milenario de Ferdousí.
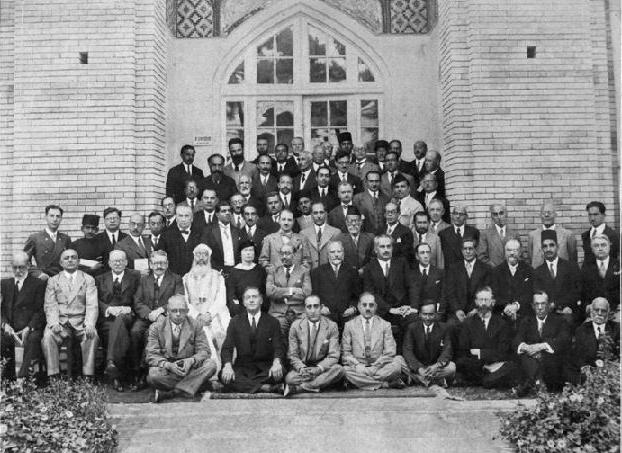
Participantes del Congreso del Milenario de Ferdousí en Teherán.
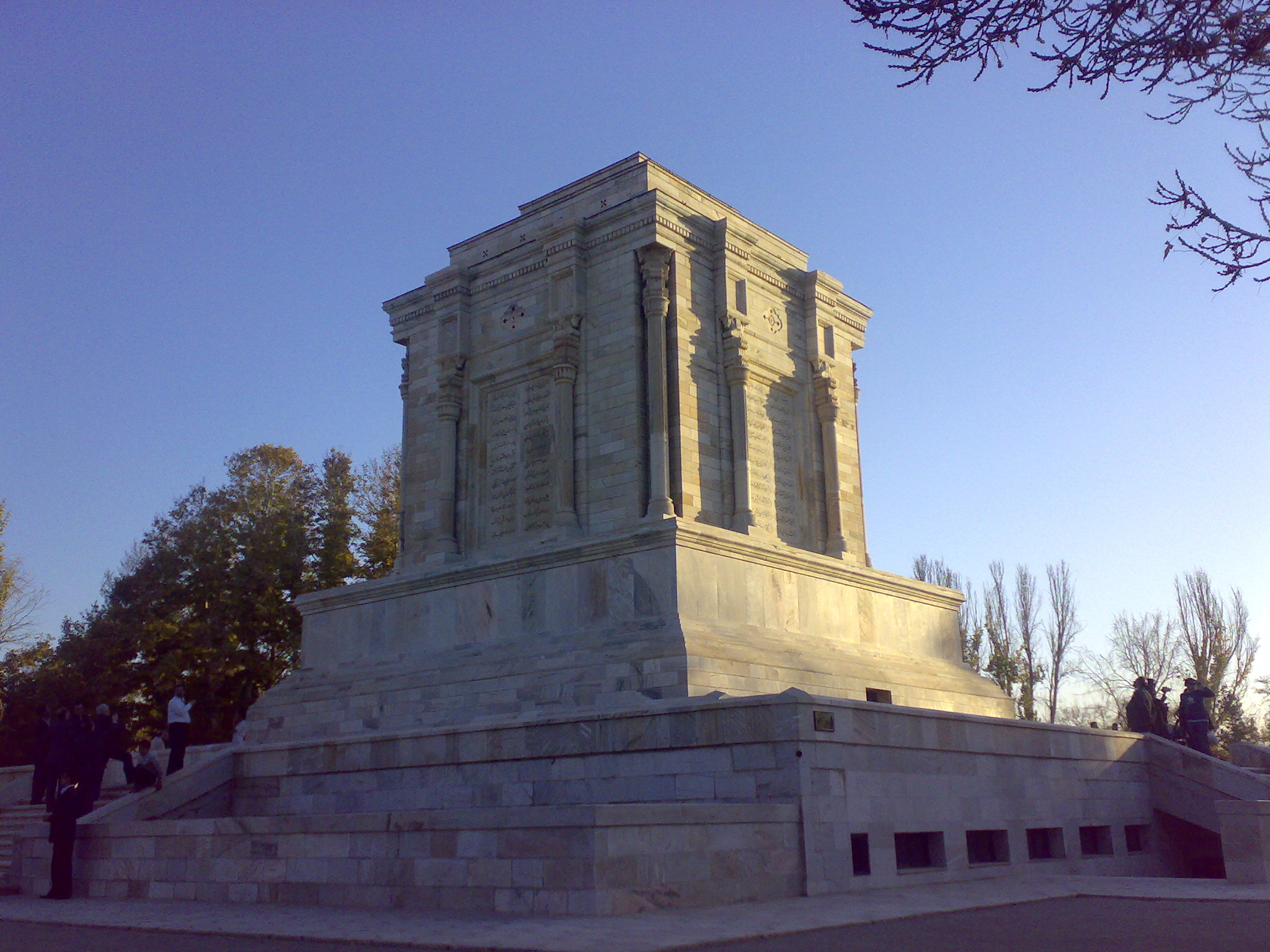
La tumba de Ferdousí en Tus.
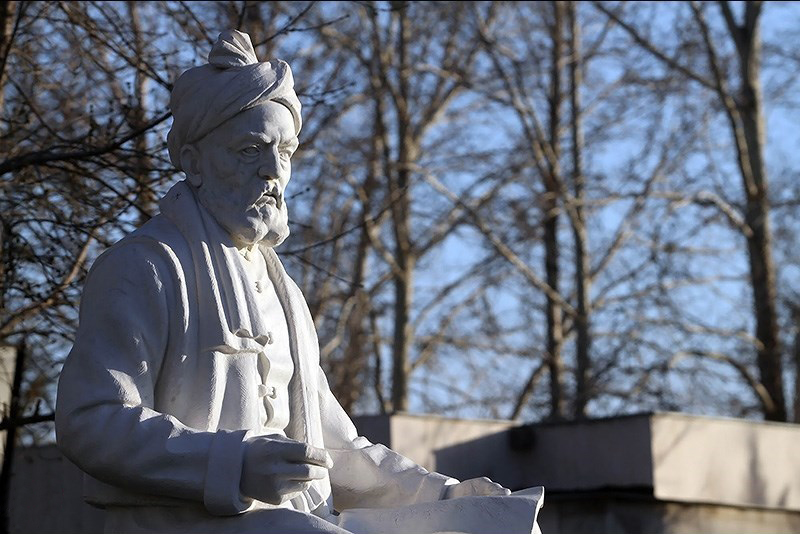
La estatua de Ferdousí en Tus.

La academia fue una institución clave en la reconstrucción de Irán como nación-estado tras la caída de la dinastía Kayar. Durante las décadas de 1930 y 1940, la academia condujo campañas masivas para reemplazar los muchos extranjerismos de origen árabe, francés y griego cuyo uso frecuente en el idioma persa a lo largo de los siglos que precedieron a la fundación de la dinastía Pahlaví habían creado una lengua literaria considerablemente diferente del persa hablado.

## Funciones
La academia trata de proteger la integridad del idioma persa. Encabeza las iniciativas académicas de investigación lingüística del persa y del resto de la familia de lenguas iranias, y ha creado una ortografía oficial para el persa.
Dada la continua infiltración de extranjerismos en el persa (al igual que en muchos otros idiomas, como resultado del proceso de globalización), la academia promueve el uso de equivalentes persas. Si no existen equivalentes, tiene la misión de derivar palabras nuevas de raíces persas existentes y promover la adopción de estas palabras nuevas en la vida diaria. La ley iraní requiere que estos equivalentes se empleen en los medios oficiales y en la gestión de productos de todas las empresas.[cita requerida]

## Miembros
Los miembros de la Academia son escogidos entre los maestros de la lingüística y de la literatura persa. Desde la revolución de 1979, los presidentes de la academia han sido Hassan Habibi (hasta su fallecimiento en 2013) y el actual, Gholam Ali Haddad-Adel.

## Denominación del idioma persa
El 19 de noviembre de 2005, la Academia se pronunció sobre el nombre del idioma persa, rechazando cualquier uso del término «farsi» en vez de persa en español y sus equivalentes en otros idiomas (Persian en inglés, Persisch en alemán, persan en francés, etc.).
En apoyo de este anuncio, otras instituciones y figuras literarias llevaron a cabo iniciativas similares.

## Temas relacionados
- Estudios iraníes
- Estudios persas